# Dipartimento di Pocito
Pocito è un dipartimento argentino, situato nella parte centro-meridionale della provincia di San Juan, con capoluogo Villa Alberastain.

## Storia
Fondato il 9 agosto 1884, esso confina a nord con i dipartimenti Rawson e Rivadavia, a est ancora con Rawson, a sud con il dipartimento di Sarmiento, e a ovest con quello di Zonda. Secondo il censimento del 2001, su un territorio di 515 km², la popolazione ammontava a 40.969 abitanti. Dal punto di vista amministrativo, il dipartimento consta di un unico municipio, che copre tutto il territorio dipartimentale, suddiviso in diverse localidades:
- Barrio Ruta 40
- Carpintería
- La Rinconada
- Quinto Cuartel
- Villa Alberastain, sede municipale
- Villa Barboza
- Villa Centenario
- Villa Nacusi